# 9164 Colbert
A 9164 Colbert (ideiglenes jelöléssel 1987 SQ) a Naprendszer kisbolygóövében található aszteroida. Edward L. G. Bowell fedezte fel 1987. szeptember 19-én.